# Malleville-les-Grès
Malleville-les-Grès település Franciaországban, Seine-Maritime megyében. Lakosainak száma 205 fő (2022. január 1.). Malleville-les-Grès Auberville-la-Manuel, Canouville, Paluel, Butot-Vénesville és Veulettes-sur-Mer községekkel határos.

## Népesség
A település népességének változása:
| Lakosok száma | 156  | 165  | 167  | 202  | 203  | 204  | 205  | 205  | 205  |
|               | 2013 | 2015 | 2016 | 2017 | 2018 | 2019 | 2020 | 2021 | 2022 |